# خربة إقبالا

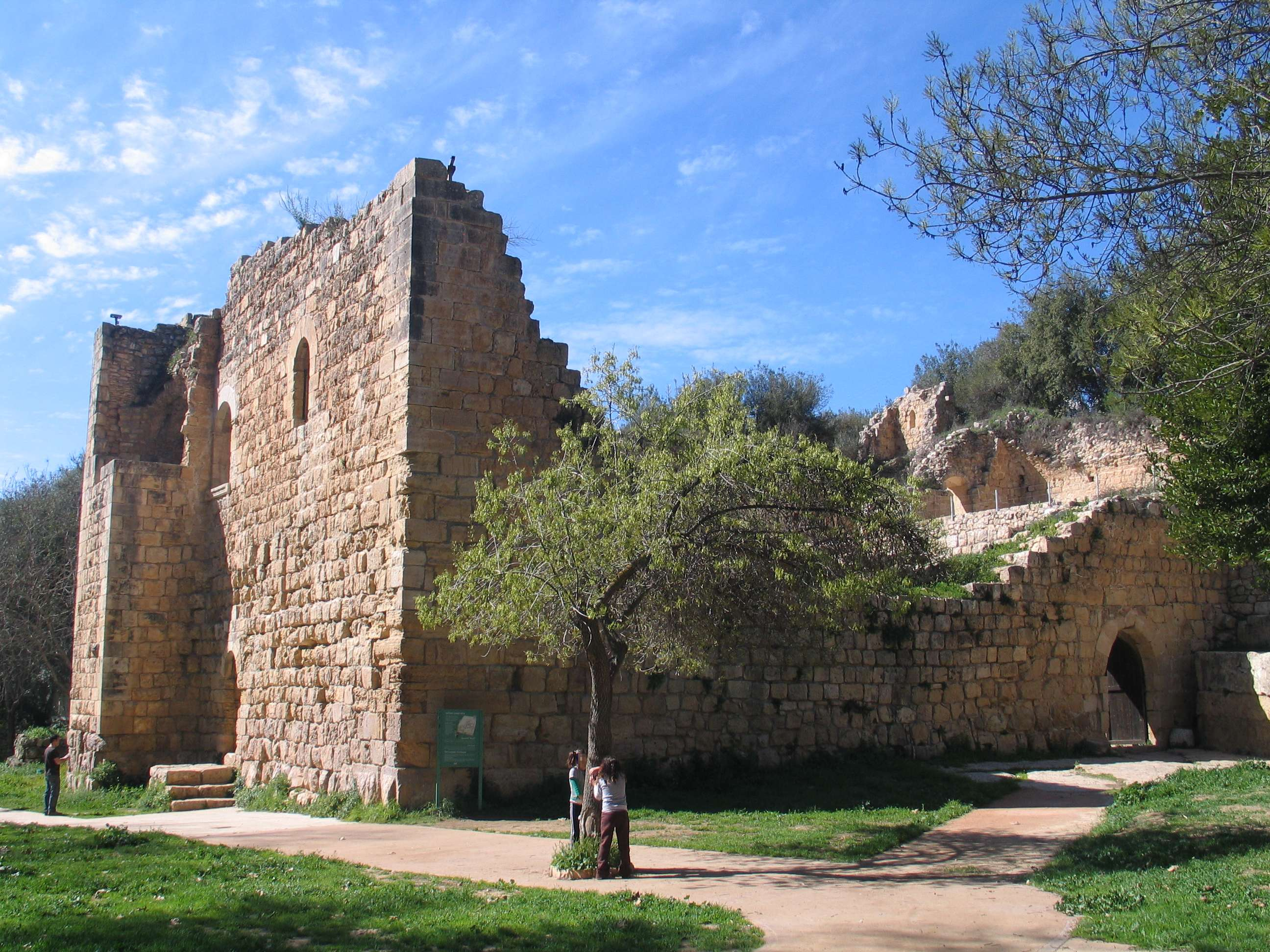
أكوا بيلا ، أطلال صليبية

خربة إقبالا يدعى أيضا دير البنات ، هو موقع تاريخي الذي يعتبر اليوم بمثابة حديقة وطنية ومحمية طبيعية، يقع في التلال التي تتواجد على على بعد سبعة كيلومترات غرب مدينة القدس الحديثة  وحوالي 12 كيلومترًا غرب البلدة القديمة.  يعرف الموقع أيضًا بالإسم اللاتيني الذي أطلقه عليه الصليبيين، أكوا بيلا ،  بينما اليوم في اللغة العربية الفلسطينية يدعى على الموقع خربة إقبالا. تقع الحديقة على طريق روماني قديم، الذي تم إستخدامه أيضًا في فترات لاحقة.  ربط هذا الطريق بين السهل الساحلي والقدس مرورا باب الواد.  يحوي الموقع على مبنى محصن لفرسان الإسبتارية يعود للفترة الصليبية، ويعتبر المبنى محفوظ جيدًا نسبيًا،  كما ويمكن إعتبار المبنى عامل الجذب الرئيسي للزائرين بالإضافة الجداول والنباتات والمساحات الخضراء الغنية.

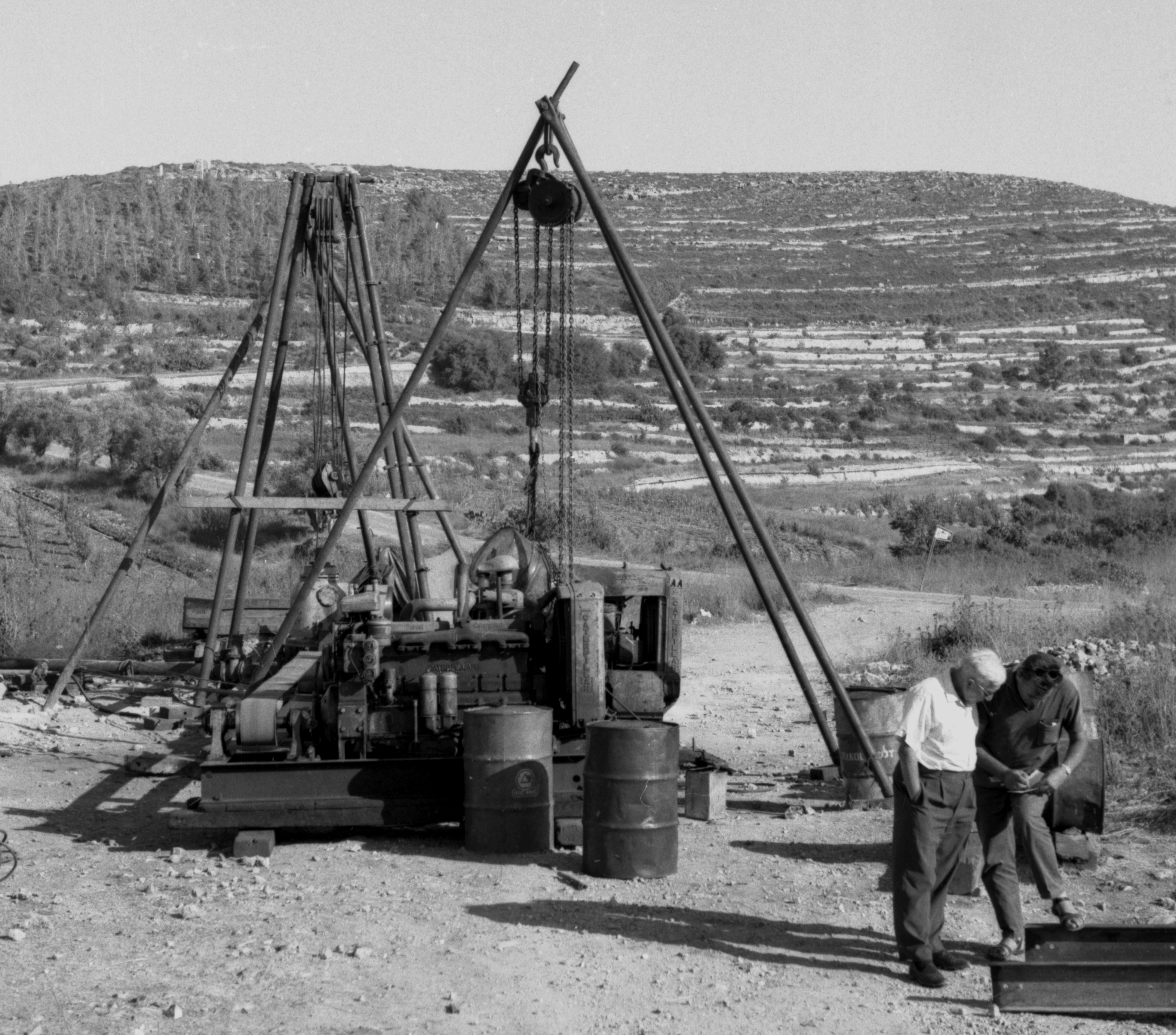
حفر آبار المياه في موقع خربة إقبالا(~ 1964)

## الاسم
أطلق الصليبيون على الموقع اسم «أكوا بيلا» باللغة اللاتينية،  وهو اسم محرف باللغة العربية الفلسطينية إلى إقبالا، ليصبح خربة إقبالا، أي بمعنى «أطلال إقبالا». كان الاسم العربي للقرن التاسع عشر هو «دير البنات»  و «خربة إقبالا»، والتي فسرت في ذلك الوقت على أنها تعني «خراب الإزدهار». ربما «الخراب الجنوبي»،  أو «الخراب المقابل».

## التاريخ

### مبنى الفناء الصليبي

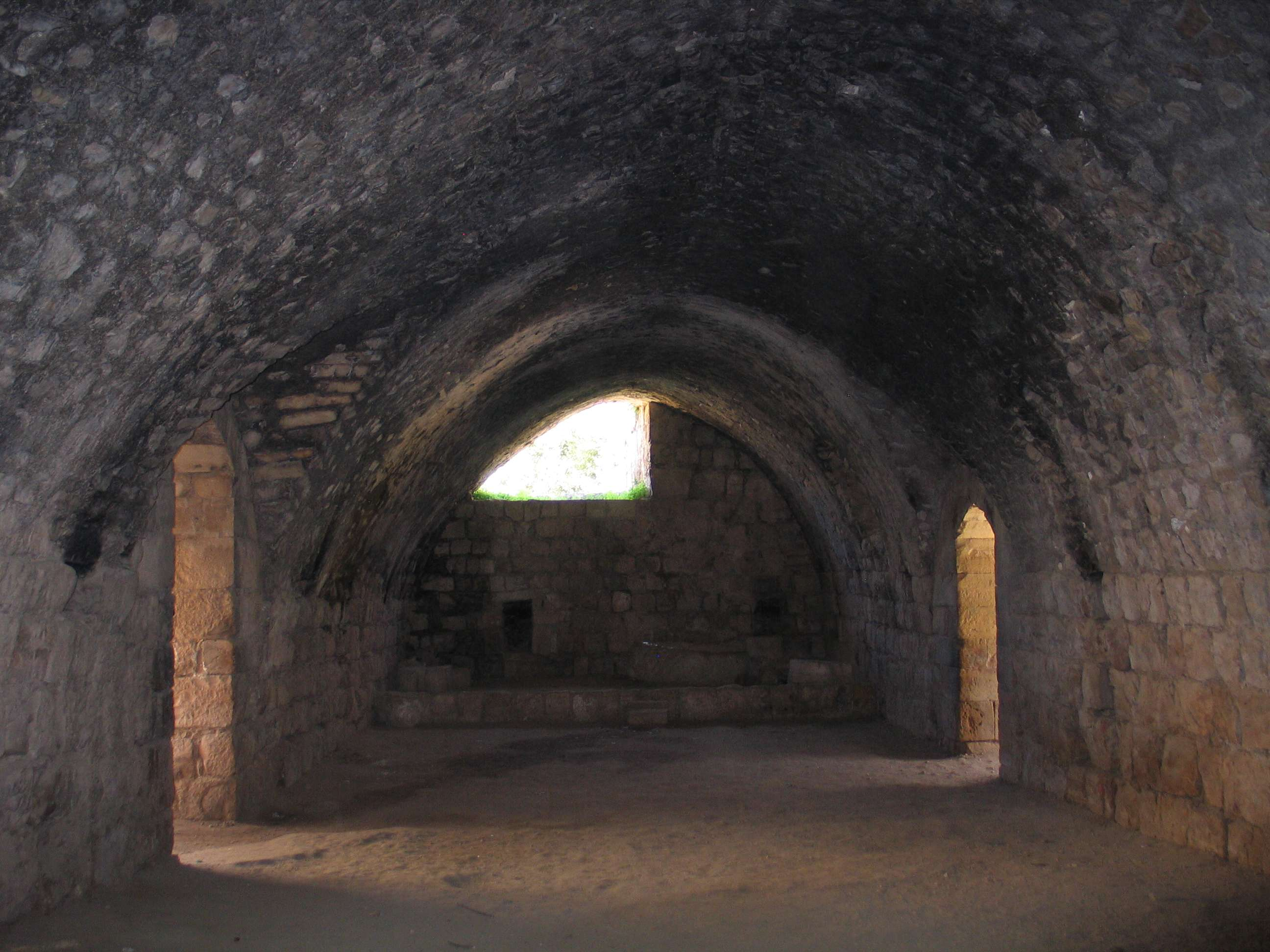
صالة

قامت مملكة بيت المقدس ببناء حصون على طول الطريق المؤدي إلى القدس من أجل ضبط حركة المرور إلى القدس وحماية الحجاج الزائرين للمدينة المقدسة. تم بناء المزارع وأستخدمت مياه الينابيع للري.[بحاجة لمصدر]
يتواجد في الموقع، على الناحية الشمالية من مجرى النهر، أطلال مبهرة لمبنى فناء صليبي ذو حجم 30x40 مترا، جداره الجنوبي يصل ارتفاعه إلى 12 مترا. يحتوي المبنى على عدة بوابات وقاعتين مقوستين. تشير التحقيقات والبحوثات الأثرية إلى أنه تم بناؤه في الفترة التي ما بين 1140-1160، في عهد فولك ملك بيت المقدس، أي في نفس الفترة التي تم بناء حصون تسوفا وأبو غوش. يوجد جنوب المبنى محمية طبيعية ومقبرة إسلامية.[بحاجة لمصدر]

### فترة الإنتداب

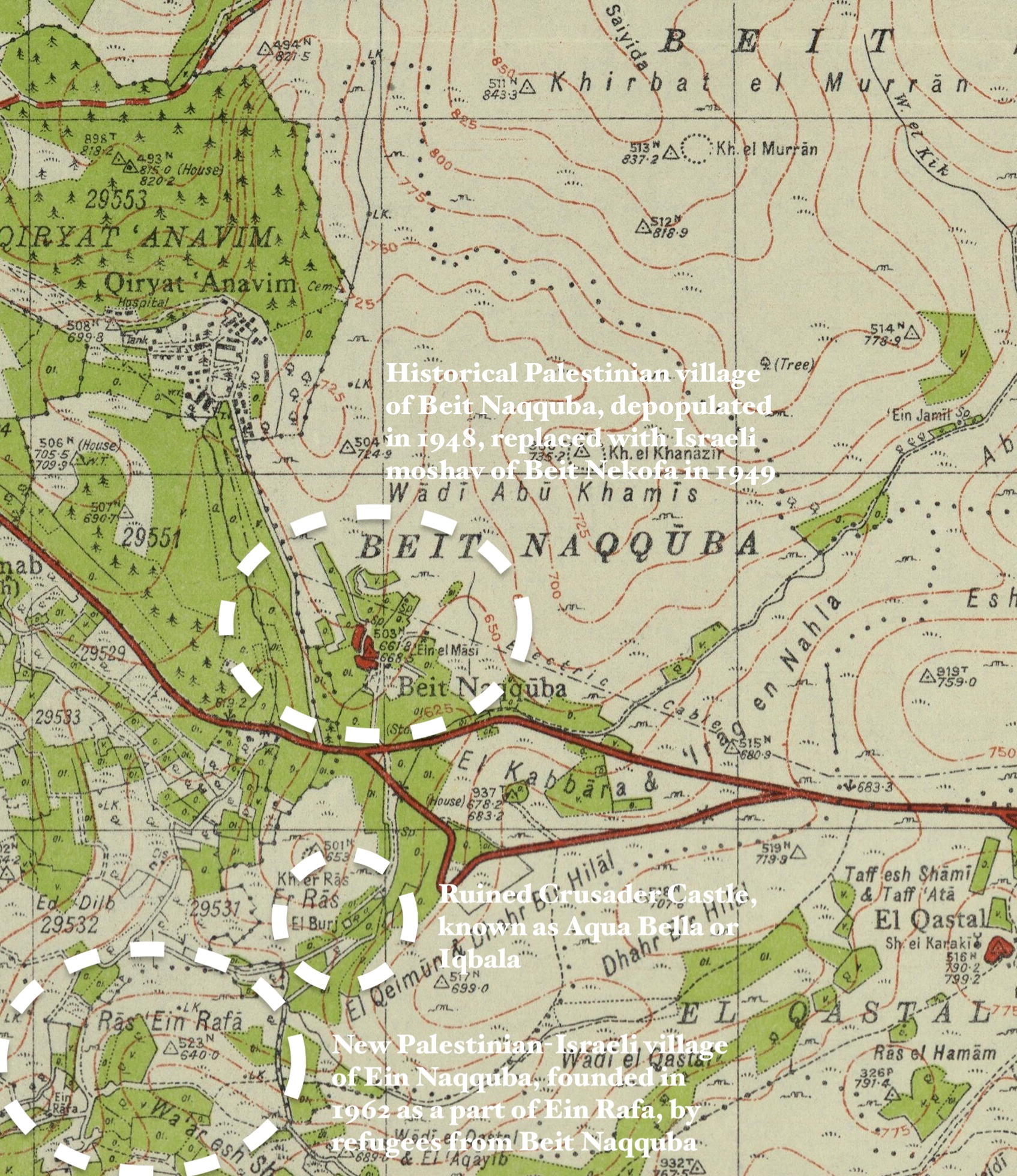
المنطقة المعروفة اليوم بإسم خربة إقبالا (يشمل المحمية الطبيعية والحديقة الوطنية) كانت تاريخياً على أراضي قرية بيت نقوبا كما هو مشار إليه في خريطة الأربعينيات هذه؛ تم إخلاء القرية من سكانها عام 1948 (عاد سكانها لإنشاء عين نقوبا عام 1962) واستبدلت بموشاف بيت نقوفا.

تظهر القلعة باسم خربة إقبالا في مسح جغرافيا فلسطين لعام 1880، وظهرت باسم («البرج)» على خريطة مسح فلسطين في االأربعينيات من القرن الماضي.
تاريخياً، كانت تقع خربة إقبالا على أراضي قرية بيت نقوبا. تم إخلاء القرية من سكانها عام 1948 (عاد سكانها لإنشاء قرية عين نقوبا عام 1962) وإستبدلت بموشاف بيت نقوفا.

### نحلات يتسحاق
في عام 1925، إشترى يهودي أمريكي يُدعى إسحاق سيغال فيلر قطعة أرض مساحتها 600 دونم على تل فوق الينابيع. سميت قطعة الأرض هذه باسم «نحلات يتسحاق» أو «كريات ياساف» نسبة إلى مؤسسها. خلال ثورة فلسطين 1936 وحرب 1948 ، أستعملت قطعة الأرض بمثابة قاعدة لتدريب هاجاناه ومن أجل العمليات العسكرية. منذ عام 1994، تدور خلافات حول تطوير الموقع لأغراض سكنية أو سياحية.

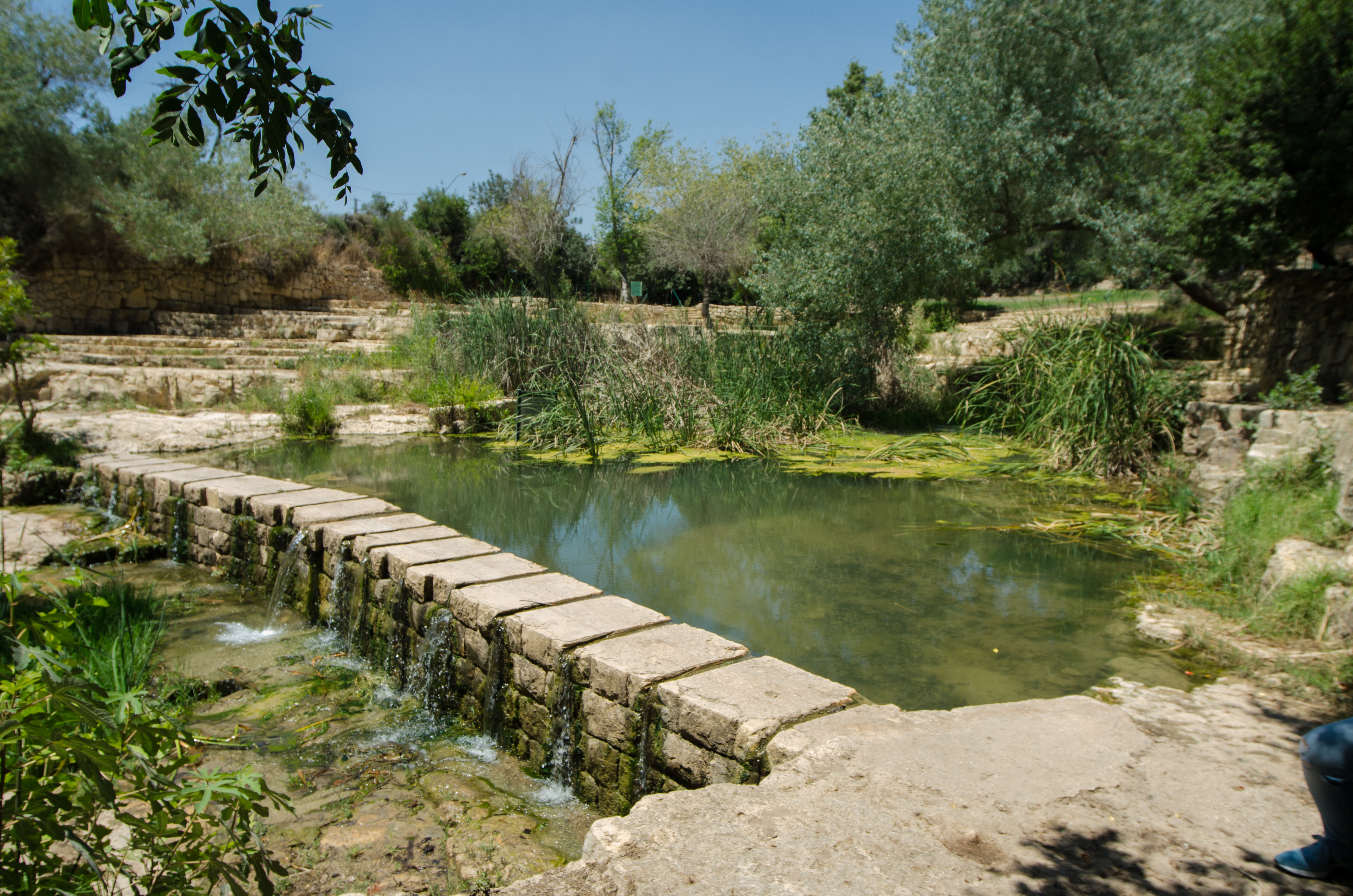

## الحديقة الوطنية والمحمية الطبيعية
تم إنشاء المحمية الطبيعية والمنتزه في الموقع عام 1968. وتضم المقبرة الموجودة في الموقع قبر الشيخ عبد الله الذي لم تقطع على شرفه أشجار البلوط والبطم الموجودة في المحمية الطبيعية. تم إنشاء موقع تنزه في مكان قريب. تنبع ينابيع من أربع طبقات من مجرى النهر والكهوف المجاورة، وتتحد بعد ذلك هذه المياه لتتدفق في تدفق مائي الذي يستمر لنحو بعد قدره حوالي 400 متر. تم بناء العديد من السدود، الأمر الذي ساهم في إنشاء أحواض مائية أكبرها يقدر بحجم قدره حوالي 20 × 20 مترًا وعمقه هو حوالي متر واحد.

## صور من الموقع

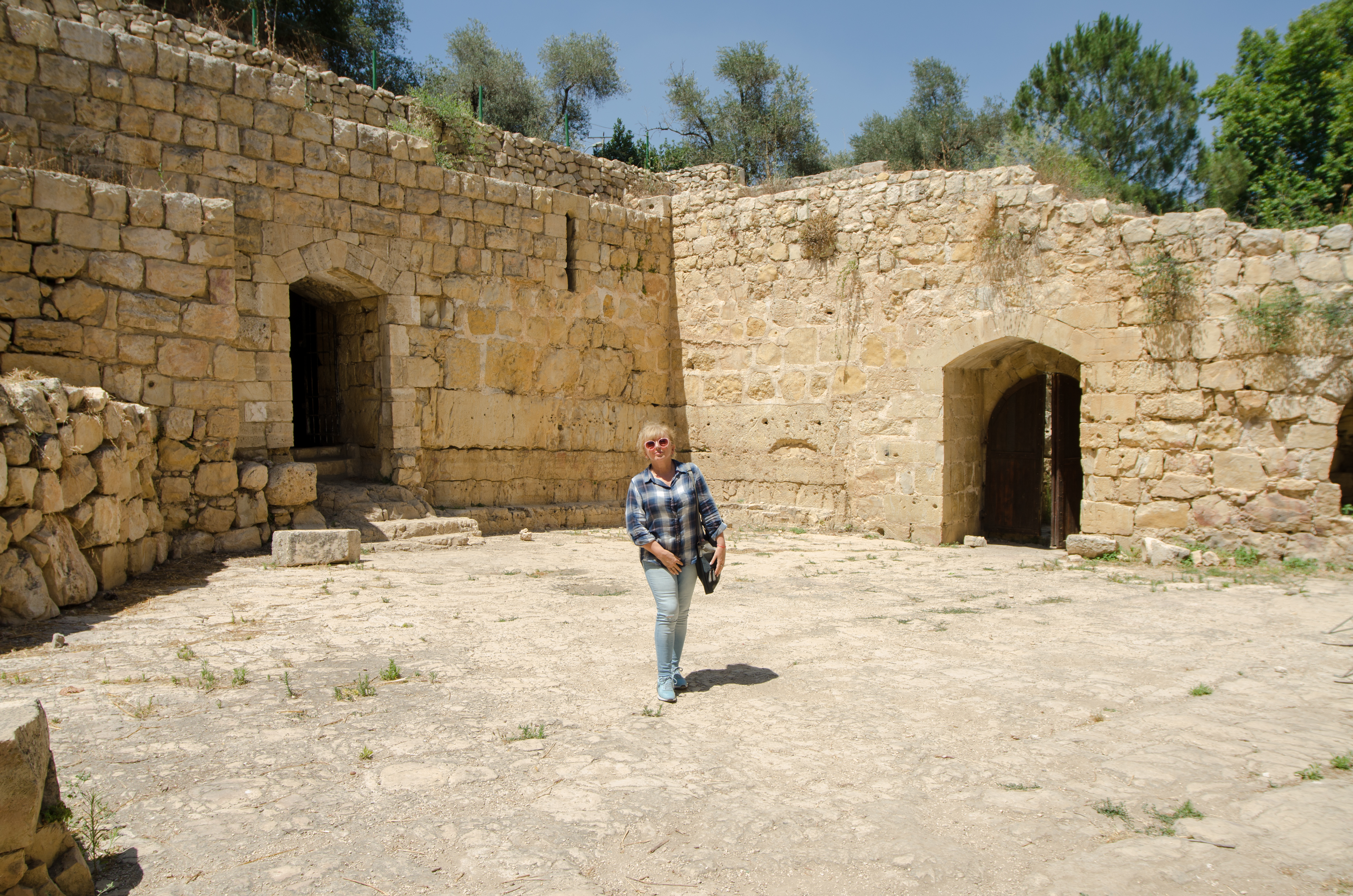

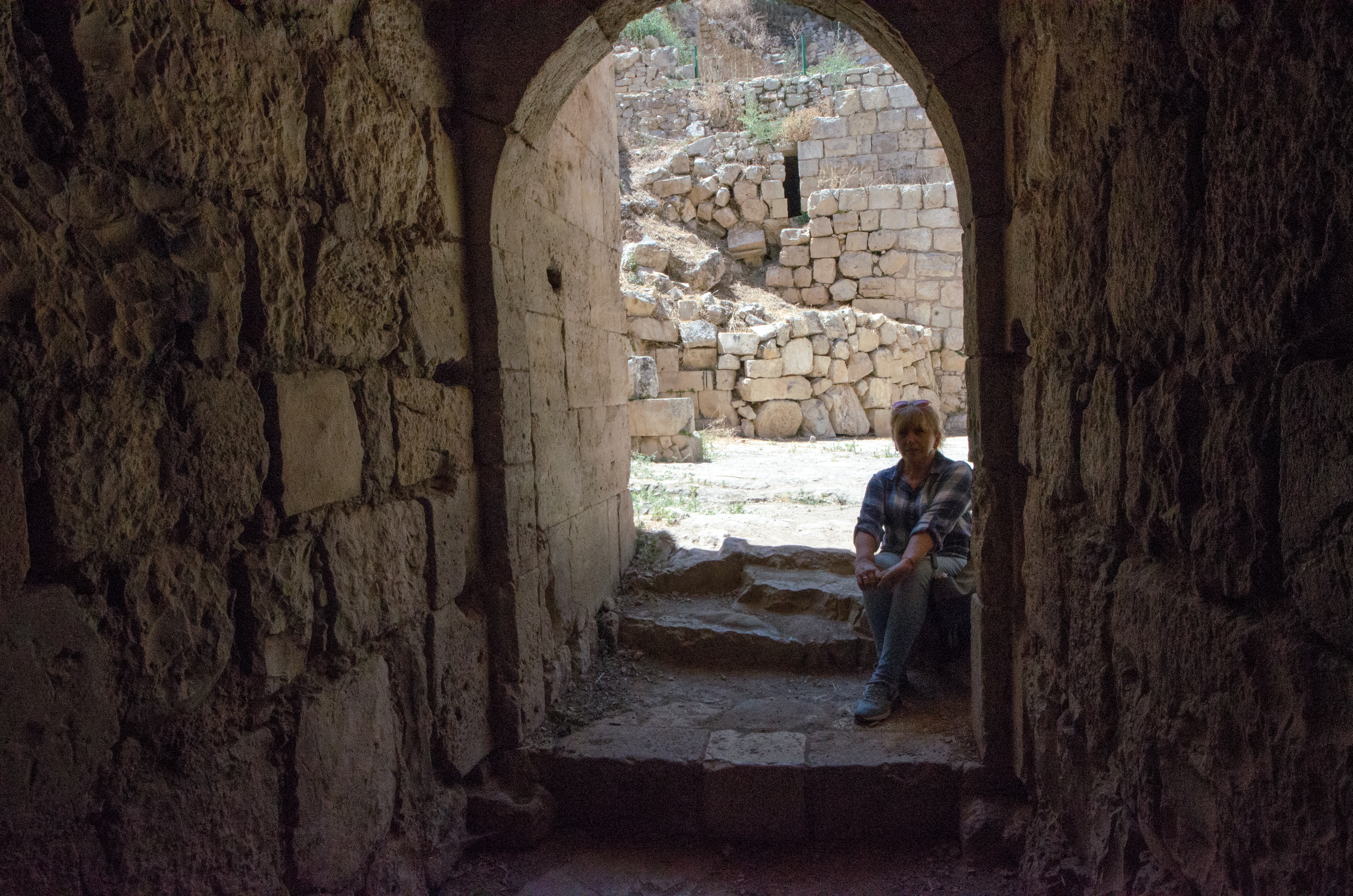

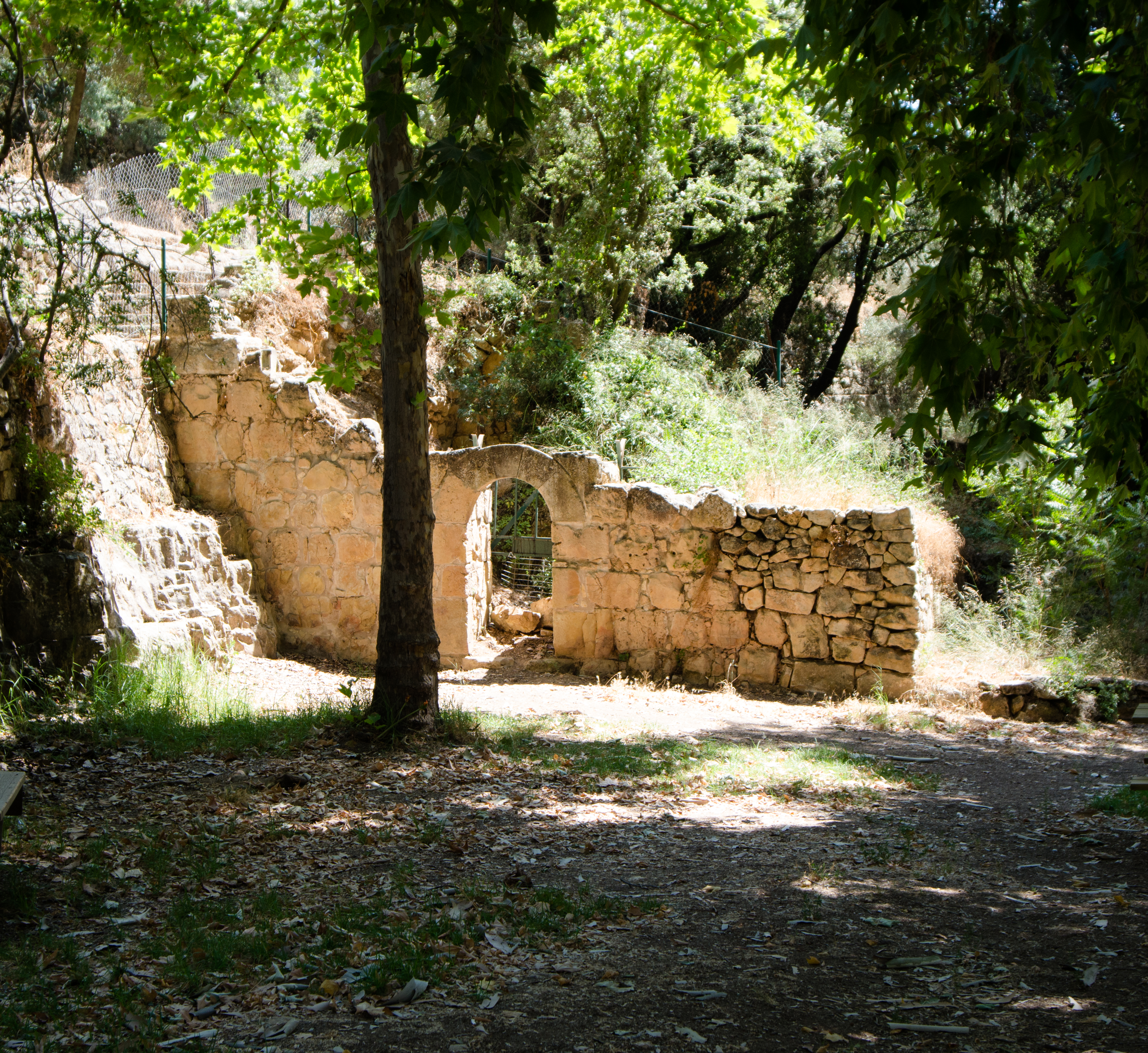

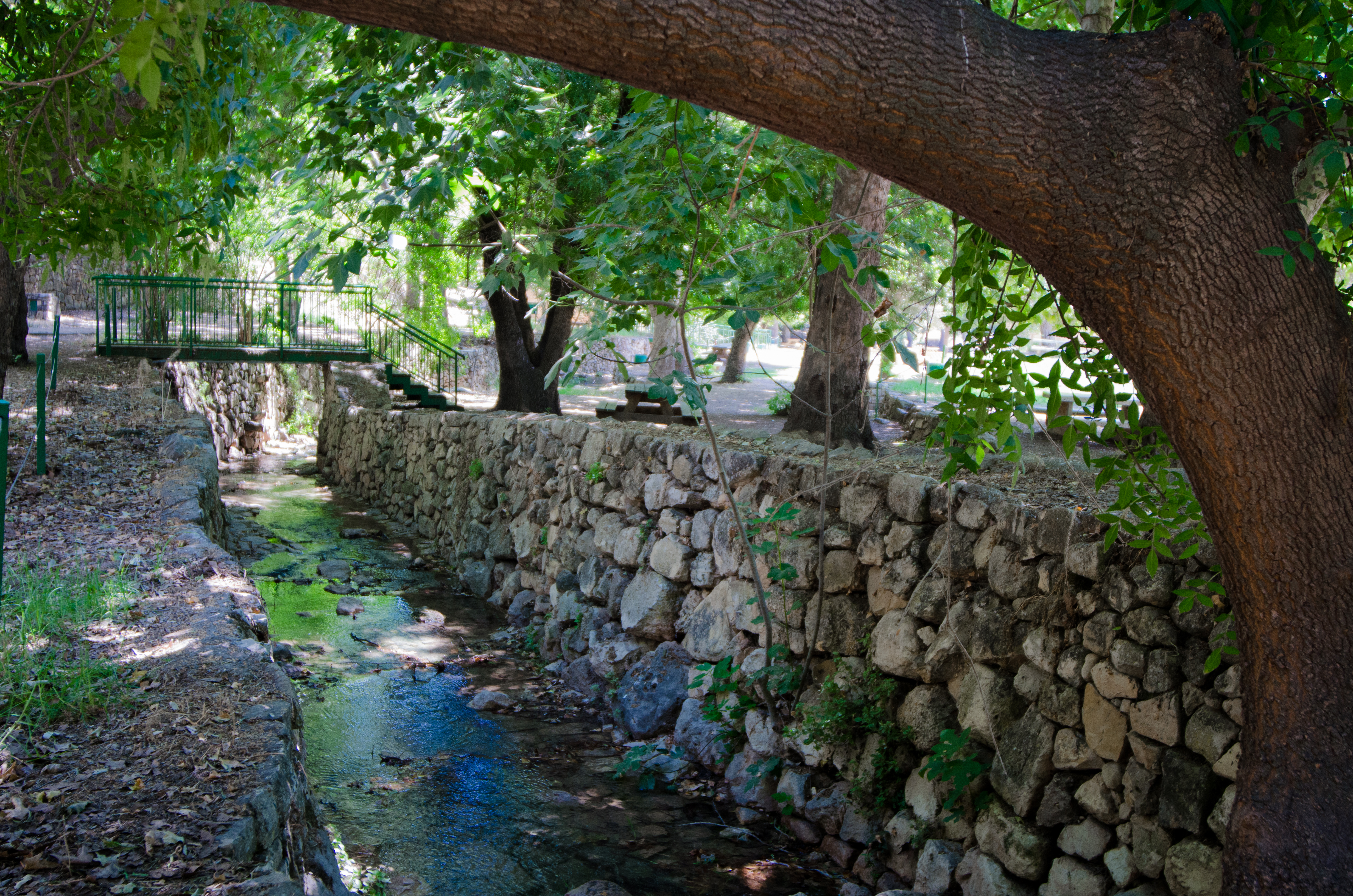

## روابط خارجية
- مسح لغرب فلسطين، خريطة 17: IAA ، Wikimedia commons